# Mistrovství Evropy v zápasu ve volném stylu 1967
Mistrovství Evropy v zápasu ve volném stylu mužů proběhl v Istanbulu (Turecko).  

## Muži
| Kategorie | Zlato             | Stříbro           | Bronz            |
| --------- | ----------------- | ----------------- | ---------------- |
| 52 kg     | Mehmet Esenceli   | Bayu Baev         | Jürgen Kalkowski |
| 57 kg     | Hasan Sevinç      | Yancho Patrikov   | Niculae Cristea  |
| 63 kg     | Nihat Kabanlı     | Mladen Gueorguiev | Petre Coman      |
| 70 kg     | Zarbeg Beriašvili | Jan Karlsson      | Eniu Valchev     |
| 78 kg     | Jurij Šajmuradov  | Mahmut Atalay     | Károly Bajkó     |
| 87 kg     | Boris Gurevič     | Francisc Balla    | Prodan Gardžev   |
| 97 kg     | Ahmet Ayık        | Shota Lomidze     | Chusni Jusniev   |
| +97 kg    | Wilfried Dietrich | Osman Duraliev    | Vladimir Saunin  |